# جون ر. شنايدر
جون ر. شنايدر (بالإنجليزية: John R. Schneider)‏ هو سياسي أمريكي، ولد في 31 مارس 1937 في بالتيمور في الولايات المتحدة، وتوفي في 27 أغسطس 2002 في الولايات المتحدة. حزبياً، نشط في الحزب الديمقراطي.